# Село при Костелу
Село при Костелу (словен. Selo pri Kostelu) је насељено место у општини Костел, регија Југоисточна Словенија, Словенија.

## Историја
До територијалне реорганизације у Словенији било је у саставу старе општине Кочевје.

## Становништво
У попису становништва из 2011. године, Село при Костелу је имало 2 становника.
| Број становника према пописима | Број становника према пописима | Број становника према пописима |
| ------------------------------ | ------------------------------ | ------------------------------ |
| 1991                           | 2002                           | 2011                           |
| 2                              | З                              | 2                              |

Напомена: До 1953. исказивано под именом Село.
- Ознака З представља заштићене податке